# Never Say Die!
Never Say Die! ist das achte Studioalbum der britischen Heavy-Metal-Band Black Sabbath. Es wurde im September 1978 veröffentlicht und war das letzte Studioalbum in der Originalbesetzung aus Tony Iommi, Geezer Butler, Bill Ward und Ozzy Osbourne.

## Entstehung
Never Say Die! wurde Anfang 1978 in Toronto eingespielt. Die Band war trotz der bereits bei der Arbeit an Technical Ecstasy zutage getretenen zwischenmenschlichen Probleme froh, dass Ozzy Osbourne nach dem Tod seines Vaters zur Band zurückkehrte. Zwischenzeitlich hatte Dave Walker gesungen. Die Arbeit am Album gestaltete sich dennoch schwierig, da Osbourne nur drei Tage vor Beginn der Aufnahmen im Januar 1978 zurückkehrte:

„Er (Ozzy Osbourne) wollte aber nichts von dem Material singen, das wir mit Dave komponiert hatten, weshalb wir ohne Songs ins eiskalte Kanada flogen. Unser Plan war, morgens Lieder zu schreiben und sie nachts einzuspielen. Wir kamen uns vor wie Maschinen, die nur noch funktionieren mussten und keine Zeit hatten, ihre Ideen erstmal sacken zu lassen.“

Der Drogen-, und Alkoholkonsum in der Band war hoch, sie musste manchmal Sessions abbrechen, da niemand mehr vernünftig spielen konnte. Wie auch bereits bei Technical Ecstasy musste Bill Ward eins der Stücke (Swinging The Chain) einsingen, da Ozzy Osbourne sich weigerte, Lieder zu singen, die mit Walker geschrieben wurden. Osbourne weigerte sich auch, „Breakout“ zu singen, weshalb es ein Instrumentalstück blieb. Die Lieder mit Walker wurden neu bearbeitet; „Junior’s Eyes“ wurde umgeschrieben, um den kürzlichen Tod von Osbournes Vater zu thematisieren.
2020 wurde bekannt, dass Ozzy Osbourne bei den Aufnahmen zu Never Say Die! nach eigener Aussage ziemlich angeschlagen war. "Jeder war am Boden zerstört", sagt er. "Aber egal wie kaputt ich war, ich war trotzdem früh morgens auf, weil ich immer diese Schlafstörung hatte. Also war ich um 7 Uhr wach und um 11 Uhr nicht mehr ganz bei Sinnen, trank und war total besoffen. Der Rest von Sabbath ist erst spät aufgestanden, weil sie die ganze Nacht ihre Drogen oder was auch immer genommen haben. Sie tauchten auf und jammten, aber zu diesem Zeitpunkt hatte ich den Funken schon verloren, weißt du? Bis heute kenne ich die Details nicht, aber ich nehme an - und ich liege wahrscheinlich falsch - dass Tony mich aus der Band haben wollte."
Der Verkauf des Albums lief schleppend an. Ein Grund dafür war, dass ihr Musikverlag Warner eher das neue Album von Van Halen förderte als das von Black Sabbath. Als ‘Eruption: The Eddie Van Halen Story’ von Paul Brannigan erschien, kamen Details zutage, die im besagten Buch von Ozzy Osbourne und Geezer Butler kommentiert wurden. Geezer Butler erinnert deutlich die unterschiedliche Behandlung, die die beiden Bands erfuhren: "Die Plattenfirma investierte in Van Halen. Sie dachten, wir seien alt und hätten den Gipfel erreicht, also bekam Van Halen die ganze Star-Behandlung von der Plattenfirma, und wir bekamen nichts. Als 'Never Say Die!" veröffentlicht wurde, gingen wir zu einem Empfang bei Warner, und sie spielten das Bob Marley-Album, und sie wussten nicht, wer wir waren! Unsere Verkaufszahlen waren gesunken, und ich schätze, sie waren kurz davor, uns zu entlassen."
Ozzy seinerseits erinnert sich, wie sie mit einem Mitglied seiner Plattenfirma ins Reine kamen: "Ich erinnere mich, dass ich mit Geezer und einem Vertreter der Plattenfirma in einem Hotelzimmer in San Diego saß. Wir hatten ein paar Drinks, und einer von uns sagte zu diesem Typen: "Sei ehrlich, du benutzt uns auf dieser Tour nur, um Van Halen zu promoten, richtig? Und er sagte: "Du hast recht." Und wenn du bei einer Plattenfirma bist, die dich nicht unterstützt... Wenn eine Band vor dir auf der Bühne steht und besser ist als du, dann sagst du entweder: "Okay, lass uns da rausgehen und ihnen zeigen, wie man es macht", oder du gehst einfach weg. Sie waren seit Jahren bei uns, und wir kämpften schon seit Jahren mit unserem alten Manager gegen diesen Rechtsstreit, und ich war es verdammt leid, zu kämpfen. Wir sind nie in eine Band eingetreten, um Anwälte oder Buchhalter zu werden, und so ist es dann auch gekommen. Wir hatten keine Ahnung."
Für die Tour wurde demnach durch die Initiative von Warner Music mit Van Halen eine junge spielfreudige Vorband verpflichtet, um Van Halen bekannt zu machen.
Das Cover gestaltete erneut das Hipgnosis-Team.

## Plattencover
Das Albumcover war das zweite der Band (nach Technical Ecstasy), das von Hipgnosis entworfen wurde. Die US- und britischen Veröffentlichungen unterschieden sich geringfügig in den Bildern britischer Militärpiloten, die am Himmel zu sehen waren. Der Innenumschlag enthält technische Zeichnungen von Fluganzügen und Flugzeugtriebwerken, aber keinen Liedtext. Die Liedtexte erschienen später, nachdem die CD veröffentlicht wurde. Das Flugzeug auf dem Cover scheint eine nordamerikanische T-6 Texan zu sein. Die Band hatte ein alternatives Hipgnosis-Design mit maskierten Ärzten abgelehnt – ein Bild, das schließlich für Rainbows Album Difficult to Cure aus dem Jahr 1981 verwendet wurde.

## Rezeption
Die Redaktion des Musikmagazins Classic Rock bescheinigt dem Album helle Momente. In einer wertfreien Kritik heißt es: "Aber selbst mit ihrem Sänger im Schlepptau zeigten Sabbath immer noch brillante Momente, wie beim explosiven Titeltrack des Albums, dem langsam rollenden Boogie A Hard Road und dem wunderschönen, vom Jazz beeinflussten Air Dance, bei dem Don Airey (Rainbow/Deep Purple) am Klavier mitwirkte. Und inmitten all des Traumas ist Never Say Die! vielleicht eines der am meisten unterschätzten Alben von Sabbath."
Eduardo Rivadavia von Allmusic schrieb, nur Die-Hard-Black-Sabbath-Fans und Komplettisten würden wahrscheinlich nach all den Jahren noch einen Wert in Never Say Die! finden, den durchschnittlichen Heavy-Metal-Fan werde das Album nur wenig interessieren. Er vergab 1,5 von fünf Sternen. Im Magazin Rolling Stone wurden drei von fünf Sternen vergeben. Die Stücke seien besser als auf dem Vorgängeralbum, besonders das Titelstück.

## Titelliste
Alle Titel wurden von Ozzy Osbourne, Tony Iommi, Geezer Butler und Bill Ward geschrieben.
1. Never Say Die – 3:49
2. Johnny Blade – 6:28
3. Junior’s Eyes – 6:43
4. A Hard Road – 6:05
5. Shock Wave – 5:16
6. Air Dance – 5:18
7. Over to You – 5:24
8. Breakout – 2:35
9. Swinging the Chain – 4:05

## Auszeichnungen für Musikverkäufe
Das Album erreichte Gold-Status in den USA am 7. November 1997.
| Land/Region               | Auszeichnungen für Musikverkäufe (Land/Region, Auszeichnung, Verkäufe) | Verkäufe |
| ------------------------- | ---------------------------------------------------------------------- | -------- |
| Vereinigte Staaten (RIAA) | Gold                                                                   | 500.000  |
| Insgesamt                 | 1× Gold ·                                                              | 500.000  |